# Manuel Torres Campañá
Manuel Torres Campañá (Cervera, abril de 1891 - Ciudad de México, 12 de diciembre de 1968) fue un profesor mercantil y político republicano español, diputado miembro del Congreso de los Diputados por la provincia de Madrid y ministro de la República en el exilio.

## Biografía
Cursó estudios en la Escuela de Comercio de Santander, obteniendo el título de profesor mercantil. Residió en Madrid desde 1911, donde inició su actividad política en las Juventudes Republicanas. Manuel Torres Campañá ejerció la masonería, siendo maestro de la logia Ibérica y teniendo el cargo de Gran Secretario del Gran Consejo Federal Simbólico.
Torres Campañá fue elegido diputado por elección parcial de 12 de julio como miembro del Partido Republicano Radical y en septiembre de 1934 se integra en Unión Republicana. En las elecciones generales de 1936, Torres Campañá fue escogido diputado por la circunscripción de la provincia de Madrid en la candidatura del Frente Popular, obteniendo 99.655 votos de 176.902 emitidos, siendo el candidato más votado de su circunscripción.
Durante la guerra civil española ejerció de delegado del gobierno en los canales del Lozoya.
Tras el fin de la guerra, se exilió a Francia y fue perseguido por la Gestapo para ser deportado a la Alemania nazi. Con el fin de la Segunda Guerra Mundial, se dirigió a México en 1945 con su mujer, Pilar Sanjurjo Castro. Forma parte del gobierno republicano en el exilio de José Giral formado en el mes de agosto de 1945, ocupando la cartera del ministerio de Gobernación, continuando el cargo después de la remodelación de abril de 1946 hasta febrero de 1947. Como responsable del ministerio de Emigración, forma parte en agosto de 1947 del gobierno de Álvaro de Albornoz hasta su remodelación en febrero de 1949.
En los últimos años de su vida, presidiría la minoría parlamentaria de Acción Republicana Democrática Española (unión de Izquierda Republicana y Unión Republicana), donde destacaron sus trabajos en favor del movimiento europeísta.
Falleció en Ciudad de México en 1968. Su colección documental se encuentra depositada en la Fundación Pablo Iglesias.